# Marc Granell i Rodríguez
Marc Granell (València, 19 d'abril de 1953) és un poeta i traductor valencià.

## Biografia
Nascut a la ciutat de València en 1953, va començar a estudiar les carreres de filosofia i filologia a la Universitat de València, però no les va acabar. Va treballar de traductor i editor en la Diputació Provincial de València fins al 2018 en què es va jubilar. Participà juntament amb Adolf Beltran, Josep Piera i Eduard J. Verger en la fundació de la revista literària Cairell (1979-1981, vuit números), que va donar a conéixer tota una nova generació de poetes valencians. Participà en la col·lecció de poesia «Papers Erosius», fou director, entre d'altres, de la col·lecció «Gregal Poesia», de «Tàndem Poesia», i així mateix de la col·lecció «Poesia» de la Institució Alfons el Magnànim. Guanyà el Premi Vicent Andrés Estellés (1976) i el Premi Ausiàs March (1979).
Als anys 90 va publicar diversos poemaris com Fira desolada (1991), Versos per a Anna (1998), Corrent de fons (1999) i Matèria d'ombra (1999). L'any 2000 va reunir tota la seua poesia en Poesia reunida. 1976-1999. El 2015 publicà a Bromera una nova antologia poètica, Notícia de la tribu. Antologia poètica; i l'any 2017 apareix la seua poesia reunida en el volum Poesia completa 1976-2016.
És traductor d'Alberto Cavallari i de Bertolt Brecht al català, i de Vicent Andrés Estellés a l'espanyol, entre d'altres; és membre de l'Associació d'Escriptors en Llengua Catalana (AELC) i del PEN Català. El crític literari Josep Iborra afirmà que en el seu primer poemari, Llarg camí llarg, Granell hi cercava «la temptativa d'una poesia metafísica que canta l'exili del cos i la nostàlgia infinita del ser». Ha sovintejat també la poesia de caràcter polític (per exemple, a Refugi absent), amorós (a Versos per a Anna) i infantil (L'illa amb llunes).
És un dels autors valencians més llegits i també dels més valorats per les generacions literàries posteriors, motiu pel qual ha rebut diversos homenatges i reconeixements. L'octubre de 2020 va rebre el Premi de les Lletres Valencianes, guardonat per la Generalitat Valenciana amb motiu del Nou d'Octubre.
Un nebot seu és el dissenyador Marc Granell, i un altre és el futbolista Adrià Granell.

## Obres
- Llarg camí llarg. València: Eliseu Climent, 1977 (Premi Vicent Andrés Estellés 1976).
- Notícia de la tribu. València: Septimomiau, 1978.
- Refugi absent. Barcelona: Llibres del Mall, 1979.
- Materials per a una mort meditada. Gandia: Ajuntament de Gandia, 1980 (Premi Ausiàs March 1979).
- Exercici per a una veu. València: Federació d'Entitats Culturals del País Valencià, 1983; Barcelona: Llibres del Mall, 1984.
- Fira desolada. Barcelona: Columna, 1991 (Premi dels Escriptors Valencians 1992).
- Versos per a Anna. Alzira: Bromera, 1998.
- Corrent de fons. Barcelona: Edicions 62-Empúries, 1999.
- Poesia reunida. 1976-1999. Pròleg de Vicent Alonso. Paiporta: Denes, 2000. Col. «Edicions de la Guerra».
- L'horta nostra. València: Per l'Horta, 2002.
- Poemes del caminant. Altea: Lanuza, 2002. Il·lustracions de Rosa Torres.
- Mentre el camí. València. Rosalía Sender, 2002. Serigrafies de Rosa Torres.
- Tard o d'hora. Paiporta: Denes, 2006. Col. «Edicions de la Guerra».
- Poesia completa 1976-2016. Pròleg de Francesc Calafat. València: Institució Alfons el Magnànim, 2017. Vinyeta i dibuix de Manuel Granell. 1a ed., setembre 2017; 1a reimp., desembre 2017; 2a reimp., maig 2018; 3a reimp., maig 2019.
- Cel de fang. Alzira: Bromera, 2020.

## Antologies[calcitació]
- Selecció de poemes. Palma: Sa Nostra-Universitat Illes Balears, 1999.
- Els camins i la mirada. València: La Imprenta, 2001. Gravats de Maria Jesús Soler. No venal.
- Mentre el camí. València: Rosalia Sender, 2002. Col. «Galeria» 1, serigrafies de Rosa Torres. Inclòs en Tard o d'hora, 2006.
- Tria personal, 1976-2005. Proleg de Vicent Alonso. Paiporta: Denes, 2006. Col. «Edicions de la Guerra».
- Jazz. València: Rosalia Sender, 2006. Col·lecció «Galeria» 5, gravats d'Andreu Alfaro.
- Notícia de la tribu. Antologia, Alzira: Bromera, 2015.
- Marc Granell recitable. Edició de Vicent Camps. Carcaixent: Edicions 96, 2015.
- La vida que creix. Algemesí: Andana, 2015. Selecció de J. V. Garcia Raffi. Il·lustració de Paulapé (Premi dels Escriptors Valencians 2016).
- Marc Granell. Presentació: «Oda als peus adolorits de Marc Granell» de Maria Josep Escrivà. Barcelona: Institució de les Lletres Catalanes-Pen Català-AELC, 2016 (Dilluns de Poesia a l'Arts Santa Mònica).
- Vesprada d'amor i única. Selecció i proleg de Maria Josep Escriva. Barcelona: Amsterdam, 2022.

## Poesia infantil i juvenil
- L'illa amb llunes, València: Tabarca, 1993. Il·lustració de Manuel Granell.
- La lluna que riu i altres poemes. Madrid: Anaya, 1999. Il·lustració de Paco Giménez.
- El ball de la lluna. València: Tàndem, 2003. Il·lustració de Manuel Granell.
- El planeta que era blau/El planeta que era azul. Màlaga: Diputación de Málaga, 2004. Il·lustració de David Guirao.
- Oda als peus. Alzira: Bromera, 2008. Il·lustració de Manuel Granell.
- La dansa dels versos. València: Diálogo, 2009. Il·lustració de Xan López Domínguez.
- El domador de línies. Catarroja: Perifèric, 2009. Il·lustració de Paco Giménez.
- Poemes romancers i altres versos xafarders. Alzira: Bromera, 2021. Dibuixos de Manuel Granell.

## Traduccions fetes per l'autor[calcitació]
- Giulio Einaudi. Fragmentos de memoria. València: Institució Alfons el Magnànim, 1990.
- Erich Fried. Exercicis preparatoris per a un miracle. Amb Gustau Muñoz. València: Institució Alfons el Magnànim, 1991.
- Bertolt Brecht. Històries del senyor Keuner. Amb Anacleto Ferrer. València: Eliseu Climent, 1993.
- Alberto Cavallari. La fuga de Tolstoi. Barcelona: Península, 1997.
- Claes Andersson. Allò que es feu paraula en mi. Tria personal 1962-1993. Amb F. J. Uriz. Paiporta: Denes-La Guerra, 1996.
- Vitto A. D'Armento. Equipatge lleuger. Paterna: Germinal, 2001.
- Pedro Villar. El bosc del meu abecedari. València: Brosquil, 2003.
- Vicent Andrés Estellés. Ciudad susurrada al oído. Pròleg d'Enric Sòria. Paiporta: Denes, 2003, col. «Calabria» 50.
- Antonio Ventura. L'ós i la nena. València: EdiD004.
- Camillo Sbarbaro. Nou poemes de pianíssimo. Carcaixent: Edicions 96, 2007.
- Josep Piera. La sonrisa de la hierba y otros poemas. Paiporta: Denes-La Guerra, 2008, col. «Calabria» 75.

## Discografia[calcitació]
- Javier Busto, «La gran fira», XX Certamen Coral Fira de Tots Sants, Cocentaina, 2000.
- Doctor Dropo, «La guerra», Ningú no vol ser poeta, 2001.
- Lucho Roa, «Dentro de tus ojos», «Te has alzado dentro de mí», Al Margen-Ateneo Libertario, València, 2002.
- Urbàlia Rurana, «Esbós de xiquet eixint d'escola», Fora son, Temps Record, 2004.
- Nelo Sorribes, «Cançó de bressol per a despertar consciències», Somnis insomnis, 2004.
- Skamot, «L'arbre vell», Nyenya, porlan i albornós, 2004.
- Obrint Pas, «Esperant», La flama, 2004.
- J. Domínguez, «Temps» i «Cançó» (Dos poemes de Marc Granell), Un camí de cançons. XXV Certamen Coral Fira de Tots Sants, Cocentaina, 2005.
- Rafa Xambó, «Madinat at-Turab», Cançons de la memòria trista, 2006.
- Feliu Ventura, «George Grosz» (amb el títol: «D'acord, d'acord»), Alfabets de futur, 2006.
- A Manta, «València sota la lluna» i «Terra lliure» (aquest amb el títol: «L'oncle Ton»), Deixeu parlar la terra, 2008.
- Carraixet, «El meu país», Guspira, 2008.
- Doctor Dropo, «Passejada», Psicòtrops, 2009.
- Mi Sostingut, «Els expulsats», Anartisme, 2010.
- Amansalva, «Cançó de bressol per a despertar consciències» (amb el títol: «La meua xiqueta»), M’han dit que diuen…, 2010.
- Orfeó Valencià Infantil Navarro Reverter, «Gatapata el pirata, lector», «Pluja a París», «La marxa del temps-Final d'estiu», «El melic del món», «El ball de la lluna», «Cançó de dormir», «La girafa», «Cançó de la lluna famolenca», «Eclipsi» i «Tot passa», música de Josep Lluís Valldecabres, il·lustracions de Manuel Boix. Cantovicòrum Iubilo, València: Orfeó Navarro Reverter, 2011, llibre-disc.
- Rafael Estrada, «Metamorfosi», Poesons (amb el llibre Ombres de memòria incerta, Alzira: Germania, 2013.
- Toni Xuclà, «La pluja», De poetes, cançonetes, 2016.

## Estudis
- «L'obra poètica de Marc Granell», per Josep Ballester, dins Estudis de literatura catalana en honor de Josep Romeu i Figueras, vol. I. Barcelona: PAM, 1986, pàgs. 81-100.
- La poesia de Marc Granell. Ramon Córdoba Caro. Proemi: «Marc Granell: poesia i ciència» de Lluís Meseguer. Castelló de la Plana: Universitat Jaume I, 2015, 342 pàg.